# Quercus vacciniifolia
Quercus vacciniifolia är en bokväxtart som beskrevs av Albert Kellogg. Quercus vacciniifolia ingår i släktet ekar, och familjen bokväxter. Inga underarter finns listade i Catalogue of Life.